# Kirehe (Sektor)
Kirehe (Kinyarwanda Umurenge wa Kirehe) ist einer von 12 Sektoren im Distrikt Kirehe in der Ostprovinz von Ruanda.

## Geographie
Kirehe hat eine Fläche von 49,1 km² und liegt auf einer Höhe von etwa 1590 m. Der Sektor unterteilt sich in die fünf Zellen Gahama, Kirehe, Nyabigega, Nyabikokora und Rwesero. Nachbarsektoren sind im Norden Mushikiri, im Osten Kigina, im Südosten Kigarama, im Süden Musaza, im Südwesten Gatore und im Westen Murama.

## Bevölkerung
Zur Volkszählung von 2022 betrug die Einwohnerzahl 29.547. Zehn Jahre zuvor waren es 23.784, was einem jährlichen Bevölkerungszuwachs von 2,2 Prozent zwischen 2012 und 2022 entspricht.

## Verkehr
Durch den Sektor verläuft in Ost-West-Richtung die Nationalstraße 4.